# Associação Brasileira de Planejadores Financeiros
O IBCPF, Instituto Brasileiro de Certificação de Profissionais Financeiros, é a entidade certificadora da Certificação CFP® no Brasil, e funciona também como associação dos profissionais certificados. Em 2016 passou por um processo de reposicionamento de marca e, a partir de 16 de novembro, passou a se chamar Planejar - Associação Brasileira de Planejadores Financeiros.
O IBCPF promove regularmente eventos de educação continuada para os profissionais dos mercados financeiros e de capitais, prezando principalmente pela emprego da ética na profissão, exigindo de seus associados que coloquem os interesses de seus clientes em primeiro lugar.
A entidade tornou-se fonte de referência sobre o assunto de planejamento financeiro pessoal no Brasil, sendo constantemente citada na mídia especializada, como o jornal Valor Econômico, com o qual mantém um convênio desde 2010 para a manutenção da coluna Consultório Financeiro,  que responde à dúvidas dos leitores sobre assuntos relacionados ao planejamento financeiro pessoal, e é publicada às segundas-feira por este jornal.
A ANBIMA, Associação Brasileira das Entidades dos Mercados Financeiro e de Capitais, é associada senior do IBCPF e promove a adoção da Certificação CFP® entre seus associados, recomendando que até 2015 os participantes do mercado que trabalham com investidores qualificados tenham 50% de seus funcionários certificados com a Certificação CFP®, como forma de promover a melhoria da capacitação profissional dessas empresas.
Em dezembro de 2013 o IBCPF firmou acordo com a CVM - Comissão de Valores Mobiliários, órgão governamental que regula as atividades dos mercados financeiro e de capitais no Brasil, para promover a educação financeira no país.